# Sturtevant B
Sturtevant B – amerykański samolot myśliwski zaprojektowany w 1916 w Sturtevant Aeroplane Company dla United States Army. Zbudowano tylko jeden prototyp.

## Historia
Samolot został zaprojektowany przez Grovera Loeninga z Sturtevant Aeroplane Company z Bostonu.
Maszyna miała bardzo zaawansowaną konstrukcję jak na ówczesne czasy, między innymi kadłub kratownicowy ze spawanych rur stalowych. Samolot miał także bardzo nietypowy układ półtorapłata – dolne, znacznie mniejsze skrzydło, służyło głównie jako punkt zamocowania poczwórnych rozpórek podtrzymujących górne skrzydło. Napęd samolotu stanowił 8-cylindrowy, chłodzony wodą, 140-konny silnik Sturtevant A5, chłodnice silnika były zamontowane pod górnym skrzydłem tuż przy kadłubie, za krawędzią natarcia skrzydła. 4 listopada 1916 Signal Corps (ówczesna formacja United States Army odpowiedzialna za lotnictwo) zamówiła cztery egzemplarze samolotu.
Pierwszy z nich, numer seryjny Armii 277, został oblatany 20 marca 1919. Za jego sterami zasiadł Bert Acosta, słynny w późniejszych latach awiator, który ustalił wiele rekordów lotniczych. Acosta wzbił się na wysokość 150 stóp (ok. 46 metrów) i kiedy zorientował się, że stery ogonowe samolotu nie działają prawidłowo postanowił natychmiast zakończyć lot. Lądując nie udało mu się ominąć drzewa i całkowicie rozbił samolot, samemu uchodząc z wypadku bez szwanku.
Po wypadku armia anulowała resztę zamówienia.
Osiągi i dane techniczne samolotu nie zachowały się.